# Taiirove
Taiirove (în ucraineană Таїрове) este o așezare de tip urban din raionul Odesa, regiunea Odesa, Ucraina. În afara localității principale, mai cuprinde și satele Balka și Lîmanka.

## Demografie
Componența lingvistică a așezării de tip urban Taiirove
     Ucraineană (62,16%)
     Rusă (36,5%)
     Alte limbi (0,93%)
Conform recensământului din 2001, majoritatea populației așezării de tip urban Taiirove era vorbitoare de ucraineană (62,16%), existând în minoritate și vorbitori de rusă (36,5%).